# Le Molay-Littry
Le Molay-Littry é uma comuna francesa na região administrativa da Normandia, no departamento Calvados. Estende-se por uma área de 27,2 km². Em 2010 a comuna tinha 3 042 habitantes (densidade: 111,8 hab./km²).